# تله‌نت (شبکه داده عمومی)
Telenet یک شبکه تجاری سوئیچ بسته آمریکایی بود که در سال ۱۹۷۵ وارد خدمت شد. این اولین شبکه داده عمومی با مجوز FCC در ایالات متحده بود. منافع تجاری و دولتی مختلف برای خطوط اختصاصی که رایانه‌ها و شبکه‌های محلی خود را به این شبکه اصلی متصل می‌کنند، هزینه ماهانه پرداخت می‌کردند. دسترسی عمومی رایگان تلفنی به Telenet، برای کسانی که مایل به دسترسی به این سیستم‌ها بودند، در صدها شهر در سراسر ایالات متحده فراهم شد.
شرکت مؤسس اولیه، Telenet Inc. توسط بولت برانک و نیومن (BBN) تأسیس شد و لری رابرتز (رئیس سابق ARPANet) را به عنوان رئیس شرکت و بری وسلر استخدام کرد. GTE در سال 1979 Telenet را تصاحب کرد. بعداً توسط Sprint خریداری شد و Sprintnet نام گرفت. Sprint مشتریان را از Telenet به شبکه IP امروزی Sprintlink منتقل کرد، یکی از بسیاری از شبکه‌هایی است که اینترنت امروزی را تشکیل می‌دهد.
Telenet اولین دفاتر خود را در مرکز شهر واشینگتن دی سی داشت، سپس به مک‌لین، ویرجینیا نقل مکان کرد. زمانی که در مک‌لین بود توسط GTE خریداری شد و سپس به دفاتری در Reston، ویرجینیا منتقل شد.

## تاریخ
بولت برانک و نیومن (BBN) که پیمانکاران خصوصی ساخت گره‌های سوئیچینگ بسته (پردازنده پیام رابط) برای ARPANET بودند، پس از تأیید قانونی بودن عملیات تجاری «حامل‌های ارزش افزوده» در ایالات متحده، شروع به ایجاد یک شرکت خصوصی کردند. نسخه سکتوری در ژانویه ۱۹۷۵، Telenet Communications Corporation اعلام کرد که آنها سرمایه لازم را پس از دو سال جستجو به دست آورده‌اند و در ۱۶ آگوست همان سال شروع به کار اولین شبکه داده عمومی کردند.

## پوشش
در ابتدا، شبکه عمومی دارای گره‌های سوئیچینگ در هفت شهر ایالات متحده بود:
- واشینگتن دی سی (مرکز عملیات شبکه و همچنین سوئیچینگ)
- بوستون، ماساچوست
- نیویورک، نیویورک
- شیکاگو، ایالت ایلینویز
- دالاس، تگزاس
- سانفرانسیسکو، کالیفرنیا
- لس آنجلس، کالیفرنیا

گره‌های سوئیچینگ توسط متمرکز کننده‌های ترمینال کنترل‌کننده دسترسی Telenet (TAC) هم محل قرار گرفته و هم از راه دور از سوییچ‌ها تغذیه می‌شوند. تا سال ۱۹۸۰، بیش از ۱۰۰۰ سوئیچ در شبکه عمومی وجود داشت. در آن زمان، بزرگ‌ترین شبکه بعدی که از سوئیچ‌های Telenet استفاده می‌کرد، شبکه ساترن بل بود که تقریباً ۲۵۰ سوئیچ داشت.
در سال ۱۹۷۷، Telenet یک گره لندن و یک مرکز کنترل شبکه را در ساختمان لندن اداره پست مخابرات بریتانیا اضافه کرد.

## فناوری شبکه داخلی
شبکه اولیه از مسیریابی هاپ به هاپ با تعریف استاتیکی استفاده می‌کرد و از مینی کامپیوترهای تجاری Prime به عنوان سوئیچ استفاده می‌کرد، اما سپس به سوییچ چند پردازشی ساخته شده بر اساس ریزپردازنده‌های ۶۵۰۲ منتقل شد. از جمله نوآوری‌های این سوئیچ نسل دوم، یک رابط گذرگاه داوری ثبت شده بود که یک پارچه سوئیچ در میان ریزپردازنده‌ها ایجاد کرد. در مقابل، یک سیستم معمولی مبتنی بر ریزپردازنده آن زمان از یک گذرگاه استفاده می‌کرد. پارچه‌های تعویض شده تا حدود بیست سال بعد، با ظهور PCI Express و HyperTransport رایج نشدند.
اکثر خطوط اینترسوئیچ با ۵۶ کار می‌کردند kbit/s، با تعداد کمی، مانند نیویورک-واشینگتن، در T1 (یعنی ۱٫۵۴۴ مگابیت بر ثانیه). پروتکل داخلی اصلی یک نوع اختصاصی در X.75 بود. Telenet همچنین دروازه‌های استاندارد X.75 را به سایر شبکه‌های سوئیچینگ بسته اجرا می‌کرد.
در اصل، جداول سوئیچینگ را نمی‌توان جدا از کد اجرایی اصلی تغییر داد و به روز رسانی توپولوژی باید با خراب کردن عمدی کد سوئیچ و راه اندازی مجدد اجباری از مرکز مدیریت شبکه انجام می‌شد. بهبود در نرم‌افزار اجازه بارگذاری جداول جدید را می‌دهد، اما شبکه هرگز از پروتکل‌های مسیریابی پویا استفاده نمی‌کند. مسیرهای ثابت چندگانه، بر اساس سوئیچ به سوئیچ، می‌تواند برای تحمل خطا تعریف شود. عملکردهای مدیریت شبکه بر روی مینی کامپیوترهای Prime همچنان اجرا می‌شد.
Telenet در ابتدا از یک رابط میزبان اتصال مجازی اختصاصی استفاده می‌کرد. رابرتز و بری وسلر مدت کوتاهی قبل از نهایی شدن به تلاش بین‌المللی برای استانداردسازی پروتکلی برای ارتباطات داده سوئیچینگ بسته بر اساس مدارهای مجازی پیوستند. پیشنهاد CCITT برای X.25 توسط Rémi Després و دیگر کارشناسان بین‌المللی آماده می‌شد. چند تغییر جزئی که مشخصات پیشنهادی را تکمیل می‌کردند، برای اینکه Telenet بتواند به توافق بپیوندد، اعمال شد. Telenet مدت کوتاهی پس از انتشار پروتکل در مارس ۱۹۷۶، X.25 را پذیرفت رابط میزبان X.25 آن اولین در صنعت بود.

## دسترسی به شبکه

### دسترسی ناهمزمان اولیه
کاربران می‌توانند از مودم‌های موجود در شبکه تلفن عمومی سوئیچ‌شده برای شماره‌گیری درگاه‌های TAC استفاده کنند، یا از پایانه‌های «گنگ» یا از رایانه‌هایی که چنین پایانه‌هایی را تقلید می‌کنند، تماس بگیرند. سازمان‌هایی با تعداد زیادی پایانه محلی می‌توانند یک TAC را در سایت خود نصب کنند که از یک خط اختصاصی تا ۵۶ استفاده می‌کند. kbit/s، برای اتصال به سوئیچ در نزدیکترین مکان Telenet. مودم‌های Dialup پشتیبانی شده حداکثر سرعت ۱۲۰۰ بیت بر ثانیه و بعداً ۴۸۰۰ بیت بر ثانیه داشتند.
که آنها را به یک سیستم کامپیوتری با شماره "۵۵۵" که در همان مجاورت "کد منطقه" استاندارد تلفن ۳۰۱ قرار دارد متصل می‌کند.
یکی از مشتریان مهم، ارائه‌دهنده خدمات اینترنتی اولیه (که اکنون نامیده می‌شود)، منبع بود که تجهیزات خود را در مکلین، ویرجینیا داشت. Telenet در زمانی که تعداد کمی از مشتریان شرکتی وجود داشت، نرخ بسیار پایین‌تری در شب ارائه می‌داد و این به منبع اجازه می‌داد تا یک سرویس متوسط را راه‌اندازی کند. ارائه قیمت به ده‌ها هزار مشتری. یکی دیگر از مشتریان برجسته در دهه ۱۹۸۰ کوانتوم لینک (اکنون AOL) بود.

## سایر پروتکل‌های دسترسی
Telenet از متمرکزکننده‌های راه دور برای پایانه‌های هوشمند خانواده IBM 3270 پشتیبانی می‌کرد که از طریق X.25 به نرم‌افزار نوشته شده توسط Telenet که در پردازنده‌های جلویی سری IBM 370x اجرا می‌شد، ارتباط برقرار می‌کرد. Telenet همچنین از رابط‌های ترمینال حالت بلوک (BMTI) برای پایانه‌های IBM Remote Job Entry که از پروتکل‌های 2780/3780 و HASP Bisync پشتیبانی می‌کنند، پشتیبانی می‌کند.

## پی‌سی پی‌سی
در اواخر دهه ۱۹۸۰، Telenet سرویسی به نام PC Pursuit ارائه کرد. مشتریان با پرداخت هزینه ماهانه ثابت می‌توانند به شبکه Telenet در یک شهر شماره‌گیری کنند، سپس از مودم‌های شهر دیگر برای دسترسی به سیستم‌های تابلوی اعلانات و سایر خدمات استفاده کنند. PC Pursuit در میان علاقه‌مندان به کامپیوتر بسیار محبوب بود، زیرا هزینه‌های مسافت طولانی را کنار می‌زد. از این نظر، PC Pursuit شبیه اینترنت بود و به هر کاربری اجازه می‌داد تا با هر سیستمی به‌گونه‌ای که محلی است تماس بگیرد.
هنگام اتصال به شبکه، کاربر یک کد ۵ حرفی را برای شهر مورد نظری که می‌خواست با آن تماس بگیرد وارد می‌کرد. این شامل یک کد دولتی ۲ حرفی و یک مخفف ۳ حرفی برای شهر بود. به عنوان مثال، برای فراخوانی یک سیستم در کلیولند، اوهایو، کاربر کد OHCLV را برای "OHio", "CLeVeland" وارد می‌کند. پس از اتصال، کاربر می‌توانست با هر شماره محلی تماس بگیرد و سیستم ارتباط مستقیم بین دو نقطه پایانی را شبیه‌سازی می‌کند.
| City Code | Area Code(s) | City                                   |
| --------- | ------------ | -------------------------------------- |
| AZPHO     | 602          | Phoenix, Arizona                       |
| CAGLE     | 818          | Glendale, California                   |
| CALAN     | 213          | Los Angeles, California                |
| CODEN     | 303          | Denver, Colorado                       |
| CTHAR     | 203          | Hartford, Connecticut                  |
| FLMIA     | 305          | Miami, Florida                         |
| GAATL     | 404          | Atlanta, Georgia                       |
| ILCHI     | 312, 815     | Chicago, Illinois                      |
| MABOS     | 617          | Boston, Massachusetts                  |
| MIDET     | 313          | Detroit, Michigan                      |
| MNMIN     | 612          | Minneapolis, Minnesota                 |
| NCRTP     | 919          | Research Triangle Park, North Carolina |
| NJNEW     | 201          | Newark, New Jersey                     |
| NYNYO     | 212, 718     | New York City                          |
| OHCLV     | 216          | Cleveland, Ohio                        |
| ORPOR     | 503          | Portland, Oregon                       |
| PAPIT     | 412          | Pittsburgh, Pennsylvania               |
| PAPHI     | 215          | Philadelphia, Pennsylvania             |
| TXDAL     | 214, 817     | Dallas, Texas                          |
| TXHOU     | 713          | Houston, Texas                         |
| WIMIL     | 414          | Milwaukee, Wisconsin                   |
| WASEA     | 206          | Seattle, Washington                    |